# Fraccionamiento Villas del Sur
Fraccionamiento Villas del Sur är en ort i Mexiko.   Den ligger i kommunen Morelia och delstaten Michoacán de Ocampo, i den södra delen av landet, 220 km väster om huvudstaden Mexico City. Fraccionamiento Villas del Sur ligger 2 093 meter över havet och antalet invånare är 192.
Terrängen runt Fraccionamiento Villas del Sur är huvudsakligen kuperad, men norrut är den platt. Runt Fraccionamiento Villas del Sur är det tätbefolkat, med 493 invånare per kvadratkilometer. Närmaste större samhälle är Morelia, 5,8 km norr om Fraccionamiento Villas del Sur. I omgivningarna runt Fraccionamiento Villas del Sur växer i huvudsak blandskog.